# Открытие (роман)
«Открытие» (англ. Revelation) — роман канадского писателя Дрю Карпишина. Впервые опубликован в 2007 году. Эта книга — первый роман, о вселенной Mass Effect, является предысторией к игре Mass Effect.

## Сюжет
Книга дает более полное представление о мире игры, о местах действий, рассказывает о внутренней политике Совета Цитадели, а также о жизни некоторых персонажей. Значительный объём сюжета книги вращается вокруг проблемы искусственного интеллекта, это также является основным элементом в сюжете игры. Книга рассказывает о молодом лейтенанте Альянса Систем Дэвиде Андерсоне и расследовании нападения на секретную базу Альянса Систем, которое было ему поручено. Однако этим нападением заинтересовался один из агентов организации СПЕКТР — Сарен Артериус, и, благодаря серии политических сделок, они были вынуждены работать вместе. Они достигают своих целей — Дэвид спасает захваченную преступниками Кали Сандерс, Сарен получает интересующую его информацию о древнем корабле — Властелине, который он планирует использовать в своих целях, о чем в дальнейшем и рассказывает сюжет игры Mass Effect.